# Cynometra engleri
Cynometra engleri é uma espécie vegetal da família Fabaceae.
Apenas pode ser encontrada na Tanzânia.